# Фабрісіо Альваренга
Фабрісіо Оскар Альваренга (ісп. Fabricio Oscar Alvarenga; нар. 17 січня 1996, Арістобуло-дель-Валле, Місьйонес, Аргентина) — аргентинський футболіст, правий вінгер одеського «Чорноморця».

## Життєпис
Вихованець «Велес Сарсфілд», пройшов почергово усі щаблі юнацьких та молодіжних команд клубу, згодом потрапив до основного складу. Дебютував у футболці «Велеса» 14 липня 2015 року в нічийному (2:2) домашньому поєдинку 16-о туру Прімера Дивізіону проти «Тігре». Фабрісіо вийшов на поле на 79-й хвилині, замінивши Агустіна Доффо. Дебютним голом у дорослому футболі відзначився 20 лютого 2016 року на 9-й хвилині програного (2:3) виїзного поєдинку 4-о туру Прімера Дивізіону проти «Сан-Лоренсо». Альваренга вийшов на поле в стартовому складі, а на 64-й хвилині його замінив Леандро Десабато. Перебував на контракті в клубі до кінця серпня 2020 року, за цей час у чемпіонаті Аргентини зіграв 43 матчі (2 голи), ще 6 матчів провів у національному кубку.
У середині лютого 2018 року відправився в оренду до «Корітіби». У новій команді дебютував 4 березня 2018 року в програному (0:3) домашньому поєдинку 1-о туру Ліги Паранаенсе проти «Марінги». Фабрісіо вийшов на поле на 56-й хвилині, замінивши Руя. У березні 2018 року зіграв 5 матчів у чемпіонаті штату. Також 5 разів потрапляв до заявки «Корітіби» на поєдинки бразильської Серії B. Наприкінці грудня 2018 року повернувся у «Велес». А вже 1 січня 2019 року відправився в оренду у «Депортіво Морон». У Сегунда Дивізіоні зіграв 21 матч, в яких відзначився 3-а голами. Наприкінці червня 2020 року повернувся у «Велес».
29 серпня 2020 року підписав 2-річний контракт з «Олімпіком» (Донецьк).
У березні 2024 року став гравцем одеського «Чорноморця».